# Parafia św. Bartłomieja w Ołoboku
Parafia św. Bartłomieja w Ołoboku – rzymskokatolicka parafia, położona w dekanacie Świebodzin – Miłosierdzia Bożego, diecezji zielonogórsko-gorzowskiej, metropolii szczecińsko-kamieńskiej w Polsce, erygowana w XIII wieku.